# صندوق الأمم المتحدة للسكان
صندوق الأمم المتحدة للسكان (بالإنجليزية: United Nations Population Fund)‏ وتُدعى اختصارًا (UNFPA) وكان يُدعى سابقاً صندوق الأمم المتحدة للأنشطة السكانية أو صندوق الأمم المتحدة للشؤون السكانية، وهي مُنظمة تابعة للأمم المُتحدة، وهي وكالة إنمائية دولية بدأت عملها في 1969، وتعمل على تدعيم حق المرأة والرجل والطفل في التمتع بحياة تتسم بالصحة وبتكافؤ الفرص، ويعمل الصُندوق أيضاً على دعم البلدان في استخدام البيانات السكانية اللازمة لسياسات برامج مكافحة الفقر وللبرامج التي تُمَكِن من أن يكون كل حمل مرغوباً وكل ولادة آمنة وحماية الشباب من فيروس نقص المناعة البشرية والمعاملة الإنسانية للنساء.

## التاريخ
في عام 1969 بدأ صندوق الأمم المتحدة للسكان نشاطاته بوصفه صندوق الأمم المتحدة للأنشطة السكانية، وكان يديره في الأصل برنامج الأمم المتحدة الإنمائي، وفي عام 1971 عَينت الجمعية العامة للأمم المتحدة الصندوق للقيام بدور قيادي في منظومة الأمم المتحدة في مجال تعزيز البرامج السكانية.
وفي عام 1972، وُضعَ الصندوق تحت سلطة الجمعية العامة مباشرة فارتفع بذلك إلى مركز برنامج الأمم المتحدة الإنمائي ومنظمة الأمم المتحدة للطفولة، وسمي مجلس إدارة برنامج الأمم المتحدة الإنمائي هيئة إدارية للصندوق، خاضعة لتوجيهات السياسة العامة للمجلس الاقتصادي والاجتماعي، الذي يقدم التوجيه في السياسة ويكفل تنفيذ سياسات الجمعية العامة، وفي عام 1979 أكدت الجمعية العامة أن صندوق الأمم المتحدة للسكان هو جهاز فرعي للجمعية العامة.
وفي عام 1980، أصبح الصندوق عضواً كامل العضوية في لجنة التنسيق الإدارية، التي تجمع كل الرؤساء التنفيذيين لجميع مؤسسات الأمم المتحدة لتنسيق أعمال منظومة الأمم المتحدة، وفي عام 1987 تغير اسم صندوق الأمم المتحدة للأنشطة السكانية ليصبح صندوق الأمم المتحدة للسكان مع الإبقاء على مختصر اسمه الأصلي (UNFPA) كما هو، وفي عام 1993 حولت الجمعية العامة الهيئات الإدارية لليونيسيف والبرنامج الإنمائي/ صندوق الأمم المتحدة للسكان إلى مجالس تنفيذية، خاضعة لسلطة المجلس الاقتصادي والاجتماعي.

## صندوق الأمم المتحدة للسكان وأهداف التنمية المستدامة
في سبتمبر 2015، تبنت الدول الأعضاء في الأمم المتحدة وعددها 193 دولة بالإجماع أهداف التنمية المستدامة، وهي مجموعة متكونة من 17 هدفًا تهدف إلى تحويل العالم على مدار الخمسة عشر عامًا القادمة، كما تهدف إلى القضاء على الفقر والتمييز وإساءة المعاملة والوفيات التي يمكن الوقاية منها، ومعالجة التدمير البيئي، والدخول في عصر التنمية لجميع الناس، في كل مكان.
إن أهداف التنمية المستدامة طموحة للغاية، وتتطلب جهودًا هائلة عبر البلدان والقارات وفي كل الصناعات والتخصصات، ولكنها قابلة للتحقيق.
يعمل صندوق الأمم المتحدة للسكان مع الحكومات والشركاء ووكالات الأمم المتحدة الأخرى على معالجة العديد من هذه الأهداف بشكل مباشر - وبالتحديد الهدف رقم 3 المتعلق بالصحة والهدف رقم 4 المتعلق بالتعليم والهدف رقم 5 بشأن المساواة بين الجنسين - ويسهم في مجموعة متنوعة من الطرق لتحقيق العديد من الأهداف الأخرى.

## القيادة
المديرون التنفيذيون ووكيل الأمين العام للأمم المتحدة
- سنه 2017: د. نتاليا كانم (بنما)
- سنة 2011-2017: د. باباتوندي أوسوتيمين (نيجيريا) (وتوفي في 4 يونيو 2017)
- سنة 2000-2010: السيدة ثريا أحمد عبيد (المملكة العربية السعودية)
- سنة 1987-2000: د. نفيس صادق (باكستان)
- سنة 1969-1987: السيد رافائيل م. سالاس (الفلبين)

سفراء النوايا الحسنة:
راعي الصندوق هو ولي العهد الأميرة ماري من الدنمارك.
و سفراء النوايا الحسنة هم:
- كاتارينا فورتادو
- جوديلي ليكنز
- آشي سانجاي شودن وانغتشوك
- آشلي جود
- الأميرة بسمة بنت طلال

## مجالات العمل
صندوق الأمم المتحدة للسكان هو أكبر مصدر متعدد الأطراف في العالم لتمويل برامج السكان والصحة الإنجابية، يعمل الصندوق مع الحكومات والمنظمات غير الحكومية في أكثر من 150 دولة بدعم من المجتمع الدولي، ودعم البرامج التي تساعد النساء والرجال والشباب:
- الخضوع للحمل الآمن والولادة.
- تجنب انتشار العدوى المنقولة جنسيًا.
- تقليل العنف ضد المرأة.
- زيادة المساواة للنساء.

ووفقًا لصندوق الأمم المتحدة للسكان، فإن هذه العناصر تعزز حق «الصحة الإنجابية»، وهي الصحة البدنية والعقلية والاجتماعية في المسائل المتعلقة بالتناسل والجهاز التناسلي.
ويزيد الصندوق من الوعي بالجهود المبذولة لتلبية هذه الاحتياجات ويدعمها، وهناك اهتمام شديد بالناحية السكانية ويساعد الصندوق الدول النامية على صياغة سياسات واستراتيجيات لدعم التنمية المستدامة.

### كيف يعمل صندوق الأمم المتحدة للسكان
ويعمل الصندوق بالشراكة مع الحكومات، إلى جانب وكالات الأمم المتحدة الأخرى، والمجتمعات المحلية، والمنظمات غير الحكومية، والمؤسسات، والقطاع الخاص، لزيادة الوعي وحشد الدعم والموارد اللازمة لتحقيق رسالة الصندوق لتعزيز حقوق وصحة المرأة والشباب.
وبلغت مساهمات الحكومات والقطاع الخاص لصندوق الأمم المتحدة للسكان في عام 2016 في مجموعها 848 مليون دولار. ويشمل المبلغ 353 مليون دولار للموارد الأساسية للمنظمة و 495 مليون دولار مخصص لبرامج ومبادرات محددة.

#### حملة لإنهاء الناسور
يدشن صندوق الأمم المتحدة للسكان حملة عالمية لمنع ناسور الولادة، باعتباره إصابة مدمرة ويعوق الولادة فيما بعد، وتقوم الحملة بعلاج النساء اللاتي يعانين من هذه الحالة ومساعدة أولئك الذين عولجوا على العودة إلى مجتمعاتهم مرة أخرى. تعمل الحملة في أكثر من 40 دولة في إفريقيا والدول العربية وجنوب آسيا.
قرر قائد حملة القضاء على الناسور، إيرين اناستاسي، بدء هذه الحملة في عام 2003 على أمل إنهاء وفاة الأمهات الجدد من الناسور.
هذه الحملة نشطة الآن في أكثر من 50 دولة تعمل ليس فقط للوقاية من الناسور، ولكن أيضًا لإعطاء الناجيات من الناسور إحساسًا بإصلاح حياتهم بعد التغلب على هذا العبء.
تتوفى ما يقرب من 800 امرأة في أفريقيا وآسيا بعد الولادة ويعيش أكثر من مليوني امرأة في جميع أنحاء أمريكا مع الناسور. وتركز الحملة بشكل رئيسي على توفير التدريب والأموال لدعم النساء المصابات بالناسو، وكذلك البرامج التي تستهدف الناجيات. كما تبحث الحملة عن طرق لمنع الناسور من التطور بشكل عام من خلال توفير الإمدادات الطبية والإرشاد والدعم.

#### إنهاء تشويه الأعضاء التناسلية للإناث
لقد عمل الصندوق لسنوات عديدة على إنهاء ممارسة تشويه الأعضاء التناسلية للإناث، والإزالة الجزئية أو الكلية للأعضاء التناسلية الخارجية للإناث لأسباب ثقافية أو غير طبية، هذه الممارسة التي تؤثر على 100-140 مليون امرأة وفتاة في جميع أنحاء العالم، تنتهك حقهن في الصحة وسلامة الجسد.
وفي عام 2007، أطلق الصندوق بالاشتراك مع اليونيسيف برنامجًا بقيمة 44 مليون دولار للحد من هذه الممارسة بنسبة 40 في المائة في 16 بلدًا بحلول عام 2015 ووضع حد لها خلال هذا الجيل.
كما قام الصندوق مؤخرًا برعاية مجلس مشورة عالمي. باستقطاب خبراء من جميع أنحاء العالم لمناقشة استراتيجيات لإقناع المجتمعات بالتخلي عن هذه الممارسة. يدعم صندوق الأمم المتحدة للسكان الحملة التي تعمل على القضاء على تشويه الأعضاء التناسلية للإناث مع ذا جارديان (the guardian).

## العلاقات مع حكومة الولايات المتحدة
اتُهم صندوق الأمم المتحدة للسكان. من بعض الجماعات المعارضة للإجهاض بأن الصندوق قام بتقديم الدعم للبرامج الحكومية التي عززت عمليات الإجهاض القسري والتعقيم القسري، وأوضح صندوق الأمم المتحدة للسكان إنه «لا يقدم الدعم لخدمات الإجهاض». وأن ميثاق الصندوق يتضمن بيانًا قويًا يدين الإكراه.
وقد أدت الخلافات بشأن هذه الادعاءات إلى وجود علاقة هشة بين المنظمة وثلاث إدارات رئاسية، وهي فترة رونالد ريغان وجورج بوش الأب وجورج بوش الابن، الذين حجبوا التمويل عن صندوق الأمم المتحدة للسكان.
وقدم الصندوق مساعدة إلى برنامج الصحة الإنجابية في بيرو في منتصف التسعينات، وعندما اكتشف أن برنامجًا من بيرو قد شارك في تنفيذ عمليات التعقيم القسري، دعا الصندوق إلى إجراء إصلاحات وبروتوكولات لحماية حقوق النساء اللواتي يطلبن المساعدة، وواصل الصندوق العمل مع البلد بعد أن أصبحت الانتهاكات عامة للمساعدة في وضع حد للإساءات ولإصلاح القوانين والممارسات.
من عام 2002 حتى عام 2008، منعت إدارة بوش التمويل لصندوق الأمم المتحدة للسكان الذي خصصه بالفعل الكونغرس الأمريكي، بناء على أن الصندوق يقدم دعم لبرامج الحكومة الصينية التي تشمل الإجهاض القسري والتعقيم القسري، وفي رسالة من وكيل وزارة الخارجية للشؤون السياسية نيكولاس بيرنز إلى الكونغرس، قالت الإدارة إنها قررت أن دعم الصندوق لبرنامج السكان في الصين «يسهّل برنامج الإجهاض القسري الحكومي»، وبالتالي ينتهك تعديل كيمب-كاستن، الذي يحظر استخدام المعونة الأمريكية لتمويل المنظمات التي تدعم أو تشارك في إدارة برنامج الإجهاض القسري للتعقيم.
وتم اعتبار أن فكرة أن للصندوق أي صلة بإدارة عمليات الإجهاض القسري في الصين غير موثقة طبقا للتحقيقات التي أجرتها فرق مختلفة من الولايات المتحدة والمملكة المتحدة والأمم المتحدة عن طريق إرسال فرق لدراسة أنشطة الصندوق في الصين.
وعلى وجه التحديد، تم إرسال فريق تقصي حقائق تابع لوزارة الخارجية الأمريكية مكون من ثلاثة أشخاص في جولة تستمر أسبوعين في جميع أنحاء الصين. وتم كتابة تقرير قدم لوزارة الخارجية أنه "لم نجد أي دليل على أن الصندوق قد أيد عن علم أو شارك في إدارة برنامج للإجهاض القسري أو التعقيم غير الطوعي في جمهورية الصين الشعبية، كما اتهمه النقاد.
ومع ذلك ورغم التقرير الذي أرسلته لجنة تقصي الحقائق، قال وزير الخارجية آنذاك كولين باول أنه لن يعيد الدعم المادي الأمريكي للصندوق لأن الصندوق بمركبات وأجهزة كمبيوتر للصينيين في تنفيذ سياساتهم الخاصة بالتخطيط السكاني.
وانتقد النائب كريس سميث (ر - نيوجيرسي) التحقيق الذي أجرته وزارة الخارجية، قائلًا إن المحققين عاينوا «قرى بوتيمكين» حيث تعرض السكان للتخويف حول الكذب حول برنامج تنظيم الأسرة.
وقالت الدكتورة نفيس صادق، المدير السابق لصندوق الأمم المتحدة للسكان، إن وكالتها كانت محورية وموضوعية في عكس أساليب التخطيط السكاني الصينية القسرية، لكن تقرير منظمة العفو الدولية لعام 2005 وتقرير منفصل صادر عن وزارة الخارجية الأمريكية أوضح أن الأساليب القسرية لا تزال تستخدم بانتظام من قبل الصينيين، مما يلقي بظلال الشك على تصريحات صادق.
لكن منظمة العفو الدولية لم تعثر على أي دليل على أن الصندوق قد دعم الإكراه، وقد ادعت دراسة أجريت في عام 2001 من قبل معهد البحوث السكانية المؤيدة للحياة أن صندوق الأمم المتحدة للسكان يتقاسم مكتبًا مع مسؤولي تنظيم الأسرة في الصين الذين كانوا يقومون بالإجهاض القسري.
وقد جاء في التقرير ما يلي: «لقد حددنا مكاتب تنظيم الأسرة، وفي مكتب تنظيم الأسرة هذا، وجدنا مكتب صندوق الأمم المتحدة للسكان، وتأكدنا من مسؤولي تنظيم الأسرة أنه لا يوجد فرق بين ما يفعله الصندوق وما يفعله مكتب تنظيم الأسرة الصيني». سكوت واينبرغ، المتحدث باسم معهد البحوث السكانية المؤيدة للحياة.
ولكن أعرب أكثر من 130 عضوًا من البلدان النامية في مجموعة الـ 77 في الأمم المتحدة عن دعمهم لبرامج صندوق الأمم المتحدة للسكان، بالإضافة إلى ذلك، تحدثت المملكة المتحدة عن الديمقراطيات الأوروبية - النرويج والدنمارك والسويد وفنلندا وهولندا وفرنسا وبلجيكا وسويسرا وألمانيا - «إن أنشطة صندوق الأمم المتحدة للسكان في الصين، كما هو الحال في سائر أنحاء العالم، تتماشى بدقة مع برنامج العمل الذي اعتمد بالإجماع من المؤتمر الدولي للسكان والتنمية، ولعب دور رئيسي في دعم أهدافنا المشتركة، وتعزيز وحماية جميع حقوق الإنسان والحريات الأساسية».
وأصر الرئيس بوش على وقف التمويل لصندوق الأمم المتحدة للسكان. على مدار إدارة بوش، تم حظر ما مجموعه 244 مليون دولار في التمويل المعتمد من الكونغرس، وتم وقفة من قبل السلطة التنفيذية.
وردًا على ذلك، قرر الاتحاد الأوروبي ملء الفراغ الذي خلفته الولايات المتحدة تحت تقرير ساندبيك، وفقا للتقرير السنوي لعام 2008، تلقى صندوق الأمم المتحدة للسكان تمويله أساسًا من الحكومات الأوروبية: من إجمالي الإيرادات البالغ 845.3 مليون دولار، تبرعت هولندا بـ 118 مليون دولار، و 67 مليون دولار من السويد، و 62 مليون دولار من النرويج، و 54 مليون دولار من الدنمارك، و 53 مليون دولار من المملكة المتحدة، 52 مليون دولار من إسبانيا، 19 مليون دولار من لوكسمبورج. وتبرعت المفوضية الأوروبية بمبلغ 36 مليون دولار أميركي، وكانت أهم الدول المانحة غير الأوروبية هي اليابان (36 مليون دولار) تجاوز عدد المانحين 180 في عام واحد.
وفي الولايات المتحدة، عملت منظمات غير ربحية مثل أصدقاء الصندوق (الأمريكيون السابقون في صندوق الأمم المتحدة للسكان) على التعويض عن خسارة التمويل الفيدرالي للولايات المتحدة من خلال جمع التبرعات الخاصة.
في يناير/ كانون الثاني 2009، أعاد الرئيس باراك أوباما التمويل الأمريكي إلى صندوق الأمم المتحدة للسكان، وقال في بيان علني إنه «يتطلع إلى العمل مع الكونغرس لاستعادة الدعم المالي الأمريكي لصندوق الأمم المتحدة للسكان، من خلال استئناف التمويل للصندوق، وأن الولايات المتحدة ستنضم إلى الـ 180 دولة المناحين الذين يعملون بشكل تعاوني للحد من الفقر، وتحسين صحة النساء والأطفال، ومنع فيروس نقص المناعة البشرية/ الإيدز وتقديم المساعدة في تنظيم الأسرة للنساء في 154 دولة».
في أبريل 2017، أعلنت الولايات المتحدة أنها ستقطع التمويل عن صندوق الأمم المتحدة للسكان، على أساس أنها «تدعم أو تشارك في إدارة برنامج للإجهاض القسري أو التعقيم غير الطوعي».
وقد نفى الصندوق هذا الادعاء، لأن جميع أعماله تعزز حقوق الإنسان للأفراد والأزواج لاتخاذ قراراتهم بأنفسهم، وخالية من الإكراه أو التمييز، بالإضافة إلى ذلك، هذا ما قالته الولايات المتحدة خلال اجتماع المجلس التنفيذي لبرنامج الأمم المتحدة للتنمية وصندوق الأمم المتحدة للسكان ومكتب الأمم المتحدة لخدمات المشاريع الذي نظر في برنامج الصين في عام 2015 وأوضح أنه «خلال زيارته الأخيرة، لاحظ وفد الولايات المتحدة الأثر الإيجابي للبرنامج القائم على الحقوق في الصندوق في الصين، ونحن نثني على التزام الصندوق بإثبات مزايا النهج الطوعي لتنظيم الأسرة وكان من دواعي سرورهم أن يروا زيادة تأكيد مقدم الخدمة على حقوق المريض».

## وكالات وكيانات سكانية أخرى تابعة للأمم المتحدة
الكيانات ذات الاختصاصات عن السكان في الأمم المتحدة:
- لجنة السكان والتنمية
- إدارة الشؤون الاقتصادية والاجتماعية بالأمم المتحدة